# Jindřich Chrtek
Jindřich Chrtek (12 de octubre de 1930 - 18 de febrero de 2008) fue un botánico checo.

## Algunas publicaciones
- jindřich Chrtek, zdeňka Slaviková. 1977. A new subspecies of Cyperus papyrus from Egypt. 3 pp.

- ---------, jana Osbornová. 1995. Cenchrus ciliaris and C. pennisetiformis in Egypt and adjacent regions. 16 pp.

### Libros
- ---------, Zdeněk Pouzar. 1962. A contribution to the taxonomy of some European species of the genus Antennaria Gaertn.. 32 pp.

- La abreviatura «Chrtek» se emplea para indicar a Jindřich Chrtek como autoridad en la descripción y clasificación científica de los vegetales.[2]